# Gemeinschaften ADSIS
Die Gemeinschaften ADSIS (en.: Adsis Communities; es.: Comunidades Adsis; Abkürzung: ADSIS) ist eine internationale Vereinigung von Gläubigen in der römisch-katholischen Kirche. Die Gemeinschaften wurden 1964 in Spanien gegründet und 1997 vom Päpstlichen Rat für die Laien als eine internationale katholische Vereinigung von Gläubigen päpstlichen Rechts anerkannt. Sie zählt ungefähr 1.500 Mitglieder und ist in 2 Ländern Europas und 5 Ländern Südamerikas vertreten.

## Geschichte
ADSIS wurde 1964 auf Initiative des spanischen Priesters Luis Pérez Alvarez  in Bilbao gegründet. Die verschiedenen Gemeinschaften für Männer und Frauen nahmen sich den Jugendlichen und Armen an und schlossen sich zu den „Gemeinschaften Adsis“ zusammen. Am 30. August 1997 erhielten sie das päpstliche Anerkennungsdekret und wurden vom Päpstlichen Rat für die Laien im offiziellen Register als eine Vereinigung von Gläubigen geführt.

## Selbstverständnis
Das Synonym „ADSIS“ entstammt dem lateinischen Wort „adsum“ und bedeutet: „mögest du anwesend sein“. Es verweist damit auf die Anwesenheit Gottes hin, der sich gleichfalls der Armen und Kinder annimmt. Besonderer Schwerpunkt ist die Evangelisierung und Glaubensunterweisung von Jugendlichen, aber auch in Pfarreien und pastoralen Zentren stellt die ADSIS ihr Wissen zur Verfügung.

## Organisation und Ausweitung
Von den etwa 1.500 Mitgliedern sind 510 Brüder und Schwestern (endgültige Mitglieder und Katechumenen), die in Gemeinschaften leben. Die Gemeinschaften müssen von den zuständigen Diözesanbischöfen genehmigt werden. Die werdenden Brüder und Schwestern  durchlaufen drei Schulungsabschnitte, dieses sind die Berufungszeit, das Vorkatechumenat und das Katechumenat. Die sonstigen Mitglieder, die nicht in Gemeinschaft leben aber einer Gemeinschaft angehören, sind sogenannte Freiwillige und Mitarbeiter.
Alle 6 Jahre wird die Generalversammlung einberufen und abgehalten, auf ihr wird der Generalmoderator gewählt. Ihm zur Seite steht der gewählte Generalrat, dieser setzt sich aus dem Generalmoderator und 8 Generalräten zusammen, der sich zu Generalkonferenzen trifft. Die Generalkonferenzen werden in Form von Begegnungen, Studien und Beratungen durchgeführt.
Die Gemeinschaften ADSIS verwaltet die Päpstliche Katholische Universität von Ecuador, sie leitet Zentren für die Unterstützung ethnischer Minderheiten, entwickelt Hilfsprogramme für Jugendliche und betreibt Genossenschaften für fairen und solidarischen Handel in Amerika und Afrika.